# Боладжурі
Боладжурі (груз. ბოლაჯური) — село в Грузії.
За даними перепису населення 2014 року в селі проживає 770 осіб.